# 268 î.Hr.

## Evenimente
- Sabinii primesc cetățenia romană, după ce fuseseră cuceriți deja în anul 290 î.Hr..